# Fredrikke Egeberg

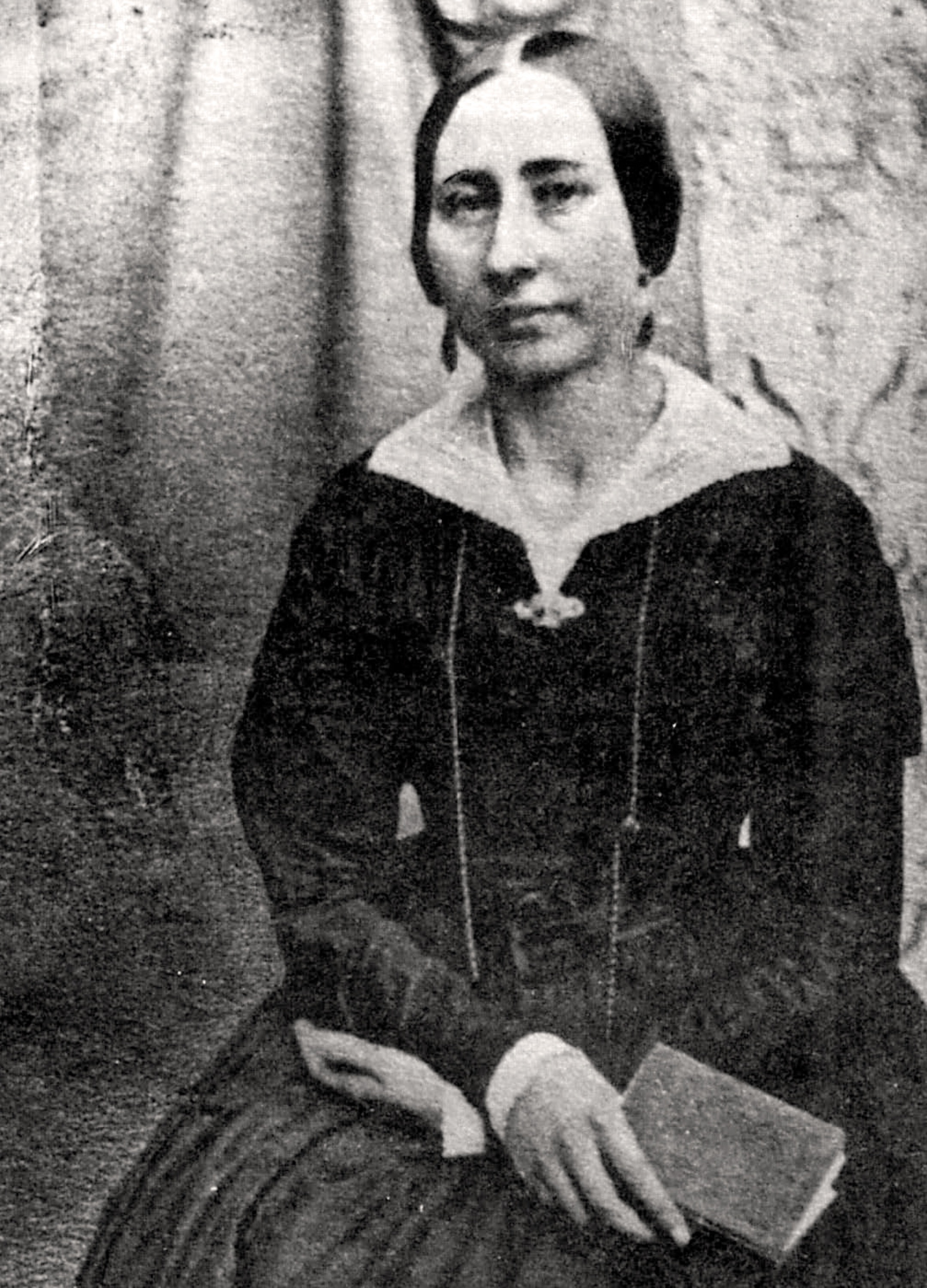
Fredrikke Egeberg

Annichen Fredrikke Sophie Egeberg (Christiania, 23 november 1815- Sem (Tønsberg), 16 mei 1861) was een Noorse componist.
Egeberg was van Deense afkomst. Haar vader bezat een grote firma in hout en aanverwante artikelen. Fredrikke werd als negende geboren met acht oudere broers. Haar broer Christian August Egeberg was een in Noorwegen beroemd chirurg. De welgestelde familie organiseerde huisconcerten, waarbij soms ook Ole Bull aanschoof. Fredrikke haalde het niveau van goede amateurpianist en speelde menig concert met het orkest van het muzieklyceum. Overigens was haar broer talentvol cellist. Aan het eind van de jaren 40 van de 19e eeuw schreef ze veel liedjes en pianostukken en vond in de componist Halfdan Kjerulf een bewonderaar. Sommige van haar stukken zijn daarbij op religieuze basis geschreven. Jaar nichtje Anna Egeberg schreef ook een aantal muziekstukjes.
De componiste bevindt zich op de rand van totale vergetelheid. Ze wordt alleen nog genoemd in de 
- 4 Kirkesange, 1850
- Norske Sange (met Til min Gyldenlak), ca. 1850
- Sex Sange uden Ord for klaver, ca. 1850
- Arioso og Springdans, 1851
- 3 Sange af Arne (teksten van Bjørnstjerne Bjørnson; postuum) 1876
- Tre Julesange (Julemorgen op tekst van Johan Sebastian Welraven, Bøn, Julesang)
- Krigssalme (tekst van Gustav Adolf)
- En mors bønn (op tekst van Bjørnson), een kinderliedje

Haar bekendste werk is Til min Gyldenlak op tekst van Henrik Wergeland, dat nog steeds door Noren wordt gezongen.
Egeberg hoorde met Agathe Backer-Grøndahl en Fredrikke Barth tot de eerste generatie vrouwelijke componisten in Noorwegen.
- Bibsys: 2071571
- Gemeinsame Normdatei: 1013260570
- Library of Congress Control Number: no2020099063
- MusicBrainz: 380704e7-dd0c-4cd6-a9e0-e50ebb20e8bf
- Virtual International Authority File: 16145971590232332793